# سارگامیش
سارگامیش (انگلیسی: Sargamysh) یک شهرک در شهرستان سالاواتسکی استان باشقیرستان کشور روسیه است.